# Crac (collectif d'artistes)
Pour les articles homonymes, voir Crac.
Le Crac est un collectif d'artistes plasticiens et de poètes fondé à Genève, en Suisse, en 2009.

## Historique
Le Crac est fondé à Genève en 2009 par des artistes plasticiens et des poètes dans le but d'élargir et de renforcer les liens entre art visuel et poésie, ainsi que pour ouvrir aux artistes la possibilité d'inventer de nouvelles synergies par des rencontres et des expositions. Ce collectif se regroupe dès le départ sous forme d'association à but non lucratif. L'association crée des événements (expositions, conférences, récitals de poésie, édition de livres d'artistes) dans divers lieux à vocation culturelle (espaces d'art, galeries, musées) ainsi que dans des écoles. Chaque événement organisé par le Crac rassemble des artistes de différents champs de création, principalement issus de l'écriture et des arts plastiques. Parmi les écrivains et plasticiens invités par le Crac depuis 2011, on peut citer Alain Borer, Jean-Christophe Bailly, Zéno Bianu, Alain Jouffroy, Vahé Godel, Jacqueline Risset, André Velter, Margarita Ballester, Ernest Pignon-Ernest, Jean-Pierre Siméon.

## Activités
Les activités culturelles du Crac débutent en 2011 avec une exposition et une conférence au Musée de la Fondation Martin Bodmer à Genève sur le thème « Dante, Rimbaud, l'Éternité » avec l'intervention d'Alain Jouffroy, Jacqueline Risset et Alain Borer. Cet événement reçoit un écho important dans la presse de Suisse romande. Suivent à Genève des événements au Musée d'art Moderne et Contemporain (MAMCO),, à l'Institut Florimont, à la Maison de Rousseau et de la Littérature, au laboratoire d'art contemporain Andata.Ritorno ainsi que dans des librairies. Ces événements se construisent autour d'une problématique artistique commune à l'art visuel et à la poésie. Ils permettent à divers artistes issus de ces deux domaines d'échanger sur le processus de recherche et de présenter des œuvres au public. Ces événements, s'ils privilégient les arts plastiques et la poésie, n'excluent pas la collaboration avec d'autres domaines artistiques et scientifiques. L'un des buts de l'association est de privilégier la recherche et l'expérimentation artistiques en dehors des phénomènes de mode et des contraintes du mondialisme marchand. 
Depuis 2017, le collectif collabore avec le Printemps de la Poésie, plateforme suisse romande pour la poésie, ainsi qu'avec le Printemps des Poètes.
Il édite également des livres d'artistes à tirage limité dont plusieurs ont été édités sous forme de leporellos. Ces livres sont exposés lors d'événements poétiques tels des récitals de poésie. Les livres d'artistes réunissent généralement un poète et un artiste plasticien dans le but de valoriser les questions surgissant lors de la rencontre entre créateurs venant de champs culturels différents, tels l'écriture et l'art visuel. Les expositions annuelles du Crac donnent la possibilité de découvrir des poètes et des plasticiens connus ou moins connus, réunis pour ces collaborations.

## Auteurs édités par le Crac
Parmi les auteurs et artistes plasticiens édités par le Crac depuis 2017, on trouve entre autres Alain Borer, Zéno Bianu, Margarita Ballester, Beatriz Carneiro, Siripoj Chamroenvidhya, Brigitte Crittin, Joseph Farine, Emanuela Lucaci, Pierre Ferrarini, Vahé Godel, Marie-Dominique Kessler, Christelle Montus, Sophie Nauleau, June Papineau, Ernest Pignon-Ernest, Jean-Pierre Siméon, Julia Sorensen, André Velter, Eliane Vernay.